# Kŭmho
Kŭmho (kor. 금호지구) - północnokoreański dystrykt w  prowincji Hamgyŏng Południowy w środkowo - wschodniej części kraju. Przed 1995 rokiem część Sinpo. W 1987 roku rozpoczęto tam budowę radzieckiej bazy nuklearnej, lecz w 1993 roku porzucono prace z przyczyn politycznych. Ostatni robotnicy odeszli stamtąd w 2006 roku.